# George Coventry, VII conte di Coventry
George William Coventry, VII conte di Coventry (25 aprile 1758 – Londra, 26 marzo 1831), è stato un nobile inglese.

## Biografia

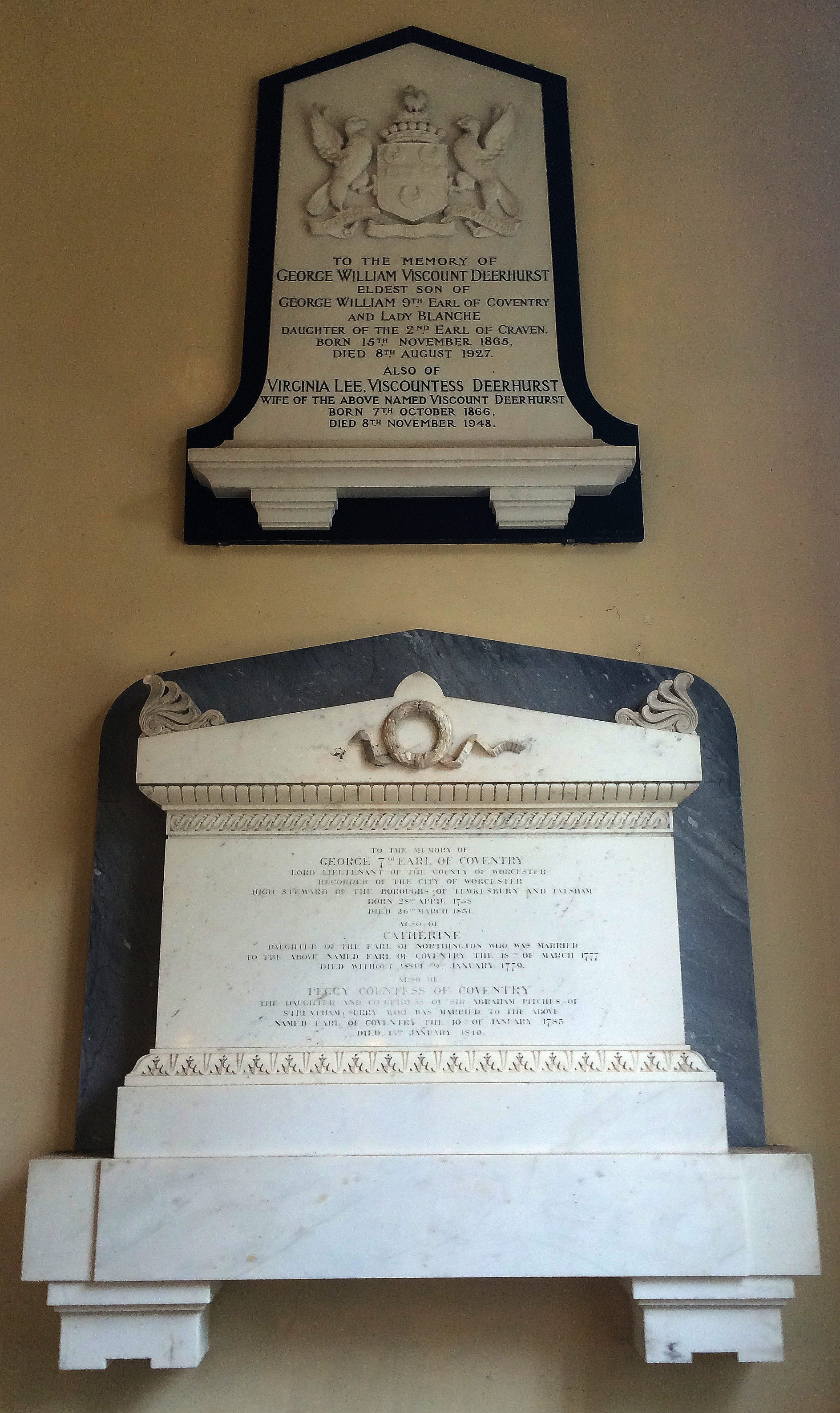

Era il figlio di George Coventry, VI conte di Coventry, e della sua prima moglie, Maria Gunning.

## Carriera
Il 7 maggio 1776, Coventry ricevette l'incarico di un guardiamarina nel 64th Regiment of Foot. Il 21 gennaio 1777 divenne tenente nel 17th Regiment of Light Dragoons.
Nel 1776 era fuggito a Gretna Green con Lady Catherine Henley, figlia del conte di Northington. Proibito di tornare a casa, ha trascorso molto tempo con il suo amico Sir Richard Worsley, 7 ° Baronetto a Appuldurcombe House, sull'Isola di Wight.
Ebbe una relazione con Lady Worsley e in seguito fu coinvolto nella sua scandalosa fuga con George Bisset nel 1781 e nel successivo processo. 
Coventry fu in seguito nominato tenente-colonnello della Worcestershire Militia il 10 maggio 1806. 
Successe a suo padre come Lord luogotenente del Worcestershire nel 1808 e come conte di Coventry nel 1809.

## Matrimoni

### Primo Matrimonio
Sposò, il 18 marzo 1777, Lady Catherine Henley (?-9 gennaio 1779), figlia di Robert Henley, I conte di Northington. Non ebbero figli.

### Secondo Matrimonio
Sposò, il 10 gennaio 1783, Peggy Pitches (1760-15 gennaio 1840), figlia di Sir Abraham Pitches, commerciante di brandy. Ebbero cinque figli:
- George Coventry, VIII conte di Coventry (16 ottobre 1784-15 maggio 1843);
- Lady Augusta Maria Coventry (1786-1 novembre 1865), sposò Sir Willoughby Cotton, ebbero tre figli;
- Lady Barbara Coventry (?-4 settembre 1838), sposò Alexander Charles Craufurd, non ebbero figli;
- Lady Sophia Catherine Coventry (?-29 marzo 1875), sposò in prime nozze Sir Roger Gresley, non ebbero figli, e in seconde nozze Sir Henry Des Voeux, non ebbero figli;
- William James Coventry (1 gennaio 1797-11 marzo 1877), sposò Mary Laing, ebbero undici figli.